# 矢崎仁司
矢崎 仁司（やざき ひとし、1954年11月20日 - ）は、日本の映画監督、脚本家。

## 経歴
1956年11月20日、山梨県南巨摩郡鰍沢町に生まれる。山梨県立巨摩高等学校を卒業。日本大学芸術学部映画学科に在学中の1980年、『風たちの午後』で映画監督デビューを果たす。1992年、『三月のライオン』でベルギー王室主催ルイス・ブニュエルの「黄金時代」賞を受賞する。2010年、中谷美紀と大森南朋を主演に迎えた『スイートリトルライズ』が公開される。

## フィルモグラフィー

### 映画
- 風たちの午後（1980年） - 監督・脚本
- 三月のライオン（1992年） - 監督・脚本
- 花を摘む少女と虫を殺す少女（2000年） - 監督・脚本
- ストロベリーショートケイクス（2006年） - 監督
- ハヴァ、ナイスデー「大安吉日」（2006年） - 監督
- スイートリトルライズ（2010年） - 監督
- 不倫純愛（2011年） - 監督・脚本
- 1+1=11（2012年） - 監督・脚本
- 太陽の坐る場所（2014年） - 監督
- XXX（2015年） - 監督
- 無伴奏（2016年） - 監督
- スティルライフオブメモリーズ（2018年） - 監督
- さくら（2020年） - 監督
- 早乙女カナコの場合は（2025年） - 監督